# Marown
Marown è una parrocchia dell'Isola di Man situata nello sheading di Middle con 2.311 abitanti (censimento 2011).
È ubicata nella parte centro orientale dell'isola ed è l'unica a non avere sbocchi al mare.
L'economia della parrocchia si basa prevalentemente sull'agricoltura.
I centri principali sono Glen Vine e Crosby.